# Прошћанско језеро
Прошћанско језеро је друго по површини од шеснаест Плитвичких језера. Налази се на крајњем југу у групи Горњих језера и заузима површину од 0,68 км². Надморска висина је 639 м, а највећа дубина 37 метара. Има једну притоку, реку Матицу, која настаје од Црне и Беле ријеке.

## Опис
Језеро је добило према коцима (прошћу), а према другој верзији порекло назива се везује за легенду у којој Црна краљица „проси“ за водом. Укупна дужина језера је 2.100 метара, а ширина од 180 до 400 метара. У западном делу одваја се Лиман драга дужине 900 м. Обале језера обрасле су четинарском шумом. Вода се преко слапа прелива у језеро Цигановац.